# 8925 Boattini
8925 Boattini è un asteroide della fascia principale. Scoperto nel 1996, presenta un'orbita caratterizzata da un semiasse maggiore pari a 2,2503706 UA e da un'eccentricità di 0,1348525, inclinata di 1,95887° rispetto all'eclittica.
È così chiamato in onore di Andrea Boattini, astronomo scopritore di comete e di numerosi asteroidi.